# Messier 103
Messier 103 (còn gọi là M103, hay NGC 581) là cụm sao phân tán trong chòm sao Tiên Hậu. Nó được Pierre Méchain phát hiện vào năm 1781. M103 có tuổi khoảng 25 triệu năm ánh sáng và nằm cách Trái Đất 10.000 năm ánh sáng. M103 cũng là thiên thể Messier cuối cùng được chính Charles Messier liệt kê (xem thêm thiên thể Messier).